# Agematsu-juku

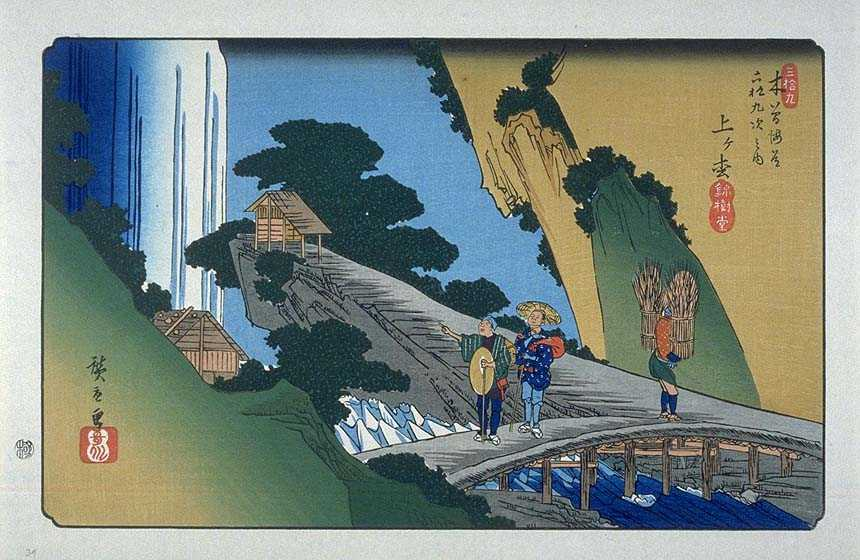
Agematsu-juku, estampe de Hiroshige de la série Les Soixante-neuf Stations du Kiso Kaidō.

Agematsu-juku (上松宿, Agematsu-juku) était la trente-huitième des soixante-neuf stations du Nakasendō et aussi la sixième des onze stations du Kisoji. Elle est située dans la ville moderne d'Agematsu, dans le district de Kiso de la préfecture de Nagano au Japon. Elle s'étend du pont Jūō à travers le Kan-machi et trois autres districts mais les alignements de maisons de la période Edo de la station ne se trouvent qu'à Kan-machi. La ville était florissante comme ville étape sous la protection du clan Owari.

## Stations voisines
Nakasendō et Kisoji
Fukushima-juku – Agematsu-juku – Suhara-juku